# Séverine Daucourt-Fridriksson
Séverine Daucourt, née en 1970 à Belfort, est une écrivaine et poétesse française. Elle est également autrice, compositrice et interprète de chansons.

## Biographie
Lauréate du prix Ilarie Voronca pour son premier livre L'île écrite (Jacques Brémond) en 2004, Séverine Daucourt publie régulièrement en revues (Petite, Supérieur inconnu, Décharge, Voix d’encre, Passage d’encres, Le Nouveau recueil, Action poétique, L’Etrangère, RotoR, Aka, Le Salon, N/Z#1, Sarrazine, Rehauts, Phoenix, Ouste, Cockpit, Radical(e), Teste, Remue.net, Sabir, Les temps qui restent, Foehn).
Elle a fait paraître entre autres Salerni (La lettre volée, Bruxelles, 2009), A trois sur le qui-vive, (La lettre volée, Bruxelles, 2013), Le corps du vieux, récit, (Seuil, coll. « Raconter la vie », 2016), Dégelle, (La lettre volée, Bruxelles, 2017). Elle obtient en 2020 le Prix Kowalski des lycéens pour Transparaître (LansKine, 2020). Elle sort en novembre 2022 un album d'un genre hybride, entre pop indé et spoken word, intitulé Transparaître (encore) et réalisé par Armelle Pioline (Holden, Superbravo) et Michel Peteau (Cheval fou), avant de revenir au livre de poésie avec Poudreuse (éditions MF, 2025).
Elle conçoit et programme de 2016 à 2023, à la Maison de la Poésie de Paris, un cycle de rencontres poésie/chanson, La Fabrique. A partir de septembre 2025, elle y propose un autre cycle, le Labo Poétique, où elle mène des ateliers d'écriture poétique tout public autour de l'oeuvre de poètes et poètesses qu'elle invite à venir performer sur scène.
Elle est investie dans de nombreux dispositifs d'action culturelle et de médiation, notamment au sein du Jeune Bureau  de la Comédie-Française, qu'elle co-fonde en 2017 avec Marine Jubin et Laurent Muhleisen et dont elle dirige l'atelier d'écriture.
Elle traduit des textes islandais, théâtre ou poèmes – notamment de Sjón, parolier de Björk (Oursins et moineaux, Lanskine, 2018, réédité en poche chez Points Poésie, 2021)[3].
Titulaire d'un DESS de Psychologie clinique et psychopathologie et d'un DEA de psychanalyse, elle est aussi psychologue clinicienne [5].
Elle est membre du Comité de lecture de la Comédie-Française. Elle siège aussi au Bureau des Lectures dirigé par Laurent Muhleisen.
Elle est membre du collectif « Poésie commune » des éditions MF.
Elle a siégé à la commission Poésie du Centre National du Livre de janvier 2021 à janvier 2024.

## Œuvre

### De l'intime au politique
Séverine Daucourt articule son œuvre autour de deux postulats : le caractère impersonnel de l'intime et l'autonomie accordée à la langue - en tentant de saisir, dans son expérience, les signes d'une réalité objective et partageable, et dans « sa » langue, la manifestation de l'autre  (Conférence au Centre international de poésie de Marseille du 30 mars 2020).
La question du corps traverse ses premiers textes. Dans Salerni (La lettre Volée, 2009), sa façon de lier corps, langue et terre et, par extension, de s’y perdre tout en jouant à s’y retrouver est souvent empreinte d’une malice proche d’une bonne humeur qu’elle transmet, sans pour autant annihiler une douleur que l’on sent en embuscade.  
Dans A trois sur le qui-vive (La lettre Volée, 2013), elle poursuit ses variations de l’intime avec arabesques et soupirs, en faisant "le pari d’une langue qui réenchante le sexe".
Dans Dégelle (La lettre Volée, 2017), elle cherche et touche le corps de la langue, pour atteindre la relation la plus étroite qu’il se puisse à un corps subjectif et à l’expérience qui en est faite . Elle creuse l'expérience jusqu’aux limites de l’écriture, comme pour découvrir le pouvoir salvateur de signifiants qui bouleversent, voire renversent, l’ordre et la marche du monde.
Depuis le corps de la langue, elle cherche pas la suite à détourer le corps social. Elle aborde ainsi la question des injonctions  faites aux femmes, dans Transparaître d'abord, dont Guillaume Lecaplain dira dans Libération que c’est un peu le "King Kong Théorie version poésie, la même rage, le même féminisme, qui exorcise (à peu près) les mêmes histoires que le manifeste de Virginie Despentes". La dimension politique de l'écriture n'empêche pas le livre d'être aussi le journal du corps d’une femme.
Le livre, à mi-chemin entre l’analyse, l’auto-fiction et la poésie, marque un tournant dans son écriture, et se fait le terreau d'un autre projet hybride, qui aborde la question du vieillissement et de la ménopause : l’album-livre Transparaître (encore), qui sort en février 2023, réalisé par Armelle Pioline (Superbravo) et Michel Peteau (Cheval fou), oscille entre pop indé et spoken word. Séverine Daucourt y invente un lien entre poésie et musique, pour faire dialoguer les deux curltures, mais aussi inventer une nouvelle forme éditoriale (entretien avec Laure Gauthier https://remue.net/poesie-musique-et-dialogue-des-arts-entretien-avec-severine-daucourt). La complexité des relations est au centre de ce projet frontal sans être trivial. Le texte est féministe, sans tabous et sans jugement, avec un travail minutieux de la langue et un son velvetien, la musique venant faire corps avec des mots qui cherchent leur véracité organique.
En 2025, Séverine Daucourt radicalise sa démarche « poélitique » avec Poudreuse (éditions MF, collection « Poésie commune ». Elle y révèle la réalité néocapitaliste derrière une « neige » qui recouvre et engourdit "les gens" et dont les pages du livres sont graphiquement imprégnées.
Elle dénonce ce que nos temps font au langage, trituré par les puissants à des fins non poétiques pour véhiculer des idéologies néfastes voire meurtrières. Le texte tente d'éclairer cet abus tout en désignant et appelant la communauté de celles et ceux qui s'inquiètent à contrer la négation du politique portée par le néolibéralisme.

### Poésie et psychiatrie
Avec Les Eperdu(e)s, petit précis de psychiatrie poétique, publié en 2021 chez LansKine, Séverine Daucourt livre une odyssée poétique depuis son expérience personnelle du suicide, sa place de soignée à partir de laquelle, devenue poète et soignante, elle va sonder ce qui dans la société étiquette les unes et les autres. Dans une forme textuelle qui tresse les voix des patients, de l’institution médicale et des poètes, elle défend « la poésie comme renaissance à la singularité entière du monde », dira Yohan Faerber qui lui propose un grand entretien dans Diacritik.
Le livre, porté par une prose sur-tendue, est composé d’une alternance de phrases qui commencent par un « Quand » mais ne s’achèvent pas, et de textes tirés d’une prose médicale qui éclairent leur contexte, ce qui donne un récit haletant, dont l’autrice, ou la narratrice, apparaît à la fois démunie et hors d’elle – en rage et en dehors, aux yeux des autres et de sa raison.

### Le trans-personnel
En puisant dans son expérience pour interroger le rôle des discours socio-médico-politiques sur notre capacité à définir et assumer notre propre norme, Séverine Daucourt écrit les choses comme elle les entend, comme elle les observe, parfois comme elle les imagine ; elle les écrit totalement à sa manière, ce qui pourrait sembler hautement asocial. Mais c'est bel et bien sa possibilité d'engagement, d'agir avec ce qui la constitue – son statut de poètesse-qui-est-aussi-clinicienne –, pour tenter de renvoyer les lecteurs et lectrices, en activant leur inconscient, à la nécessité d'un droit à la subjectivité.
Elle explore dans son travail ce que la société fait aux femmes, mais aussi ce que les femmes font à la poésie et ce que la poésie fait au monde.

### L'action poétique
L'œuvre de Séverine Daucourt se déploie dans le champ social. Elle participe à de nombreux dispositifs d'action littéraire et de médiation culturelle et conduit des ateliers d’écriture en établissement sanitaires, sociaux, pénitentiaires, culturels, scolaires.
Elle propose aussi des masterclass et des rencontres qu'elle adapte en fonction des publics, de leurs spécificités, de leurs attentes, accordant, en cohérence avec son œuvre, une large place à la singularité des expériences.
Ces activités nourrissent sa réflexion sur la transmission, et principalement sur ce qui se transmet  en atelier d'écriture, domaine dans lequel elle fait référence.
Avec le Jeune Bureau de la Comédie-Française et ses co-fondateurs, elle a créé un véritable laboratoire, où sont mis en effervescence les mouvements de réponse et de stimulation entre textes écrits et textes lus. Outre le fait d'ajouter une dimension créative à la découverte des œuvres en permettant d'éprouver qu’un texte est l’élément commun aux deux actes lire/écrire, cet espace de création inédit, affranchi des carcans normatifs, scolaires ou universitaires, est propice à des écritures libres, inattendues, singulières tout en plaçant le commun et la durée au cœur de l'expérience humaine et artistique.

### La scène
Pour Séverine Daucourt, l'incarnation et la voix sont indissociables de l'écriture. Elle porte chacun de ses livres à la scène, pour expérimenter le second temps du texte qu'est celui de l'oralité et de la mise en espace. Entre lecture ou performance, à la lisière du théâtre et/ou du concert, elle collabore parfois avec d'autres artistes, musiciens d'horizons divers, électro, pop, spoken word, rock , comme Armelle Pioline et Michel Peteau , Bertrand Louis, Daniel Valdenaire, Aurélien Merle, Pierre Jodlowski, ou des comédiens, notamment Eric Ruf pour qui elle réalise un montage poétique à partir de l'oeuvre de Robert Garnier  ou Françoise Gillard. Elle est aussi compositrice de certains de ses titres.
Cette expérience l'amène à prêter sa voix aux écrits des autres, artistes ou non, comme ce fut le cas à la Maison de la Poésie de Paris pour les textes de jeunes gens suivis en psychiatrie infanto-juvénile.

## Publications

### Revues
Petite, n°4, 1997, Supérieur inconnu, n°10, avril-juin 1998, Décharge, n°105, mars 2000, Petite, n°9, 2000, Voix d’encre, n°26, 2002, Passage d’encres, n°18, mars 2003, Le Nouveau recueil, n°67, juin-août 2003, Action poétique, n°175, 2004, Passage d’encres, n°24, janvier 2006, L’Etrangère, n°20, automne-hiver 2008, Action poétique, n°197, septembre 2009, L’Etrangère, n°23, automne 2009, RotoR, revue en ligne, 2011, Aka, n°3, avril 2014, Le Salon, n°7, novembre 2014, N/Z#1, octobre 2015. L’Etrangère, n°40-41, hiver 2015. Sarrazine, « L’esprit d’escalier », n°16, mars 2017, L’Etrangère, n°49, hiver 2018, revue*, printemps 2019, Rehauts n°44, novembre 2019, L’Etrangère, n°50, novembre 2019, Phoenix, n°36, automne 2021, Ouste, printemps 2023, Rehauts, printemps 2023, Cockpit n°23, mars-avril 2023, Radical(e), juin 2023, Teste n°51, décembre 2023, Remue.net, janvier 2024, Ouste, printemps 2024, Sabir n°6, mars 2024, Les temps qui restent n°1, printemps 2024, Ouste, printemps 2025, Foehn n°4, juin 2025.

### Poésie et récits
- Petits morts, Grenoble, pré carré, 2000.
- L’Ile introuvable, Grenoble, pré carré, 2003.
- L’Ile écrite, prix Ilarie Voronca, Remoulins-sur-Gardon, Jacques Brémond, 2004.
- Salerni, La lettre volée, Bruxelles, 2009.
- A trois sur le qui-vive, La lettre volée, Bruxelles, janvier 2013.
- Le corps du vieux, récit, Seuil, coll. « Raconter la vie, Publication en ligne, novembre 2016.
- Dégelle, La lettre volée, Bruxelles, octobre 2017.
- Transparaître, Lanskine, janvier 2019, finaliste Prix Apollinaire 2019, retirage décembre 2020.
- Noire Substance, Paris, France, Lanskine, 2020.
- Les éperdu(e)s, petit précis de psychiatrie poétique, Lanskine, octobre 2022.
- Transparaître (encore), baladolivre inclus 16 titres, compositions et arrangements de l’album par Armelle Pioline & Michel Peteau (du duo pop Superbravo), Lanskine, coll. « Le livre à 5 pattes », février 2023.
- Poudreuse, éditions MF, coll. « Poésie Commune », mars 2025

### Anthologies
- En tous lieux nulle part ici, Anthologie de la Biennale des poètes en Val-de-Marne (Tours, Farago, 2006).
- Gare maritime 2012, anthologie écrite et sonore de poésie contemporaine, Maison de la Poésie de Nantes, mai 2012.
- Anthologie des poètes femmes françaises : « Frumdrög að draumi« , Ljóð franska skáldkvenna, ODDUR, Reykjavík, Islande, 2016.
- Donne poeti di francia e oltre, Giuliano Ladolfi Editore, Bogomanero, Italie, 2017.
- Bacchanales n°59 Mars 2018, Duos – 118 jeunes poètes de langue française né.e.s à partir de 1970, anthologie dirigée par Lydia Padellec, Maison de la Poésie Rhône Alpes, mars 2018.
- Gare maritime 2019, anthologie écrite et sonore de poésie contemporaine, Maison de la Poésie de Nantes, mai 2019
- Nous, avec le poème comme seul courage, Anthologie du printemps de poètes, Castor Astral, janvier 2020.
- Là où dansent les éphémères, Anthologie du printemps de poètes, Castor Astral, mars 2022.
- Esprit de résistance, L’Année poétique : 118 poètes d’aujourd’hui, Anthologie réunie et présentée par Jean-Yves Reuzeau, Seghers, janvier 2025.

### Traductions
- Des perles et du pain, Thorarinn Eldjarn, Caen, Presses universitaires de Caen, 2001.
- Action poétique, « Poésie islandaise« , avec Henri Deluy et Liliane Giraudon, n°174, 2003.
- Action poétique, Hilda Morley, poèmes traduits de l’américain avec Patrick Beurad-Valdoye, n°205, 2011.
- Nouvelles d’Islande, éditions Magellan, Paris, mars 2011, coll. Miniatures.
- Les anges noirs, Aevar Orn Josepsson, Paris, Gallimard, septembre 2012.
- Danse grotesque, Sjon, Remue.net, mars 2016.
- Oursins et moineaux, Sjon, Lanskine, collection Ailleurs est aujourd’hui, mai 2017.
- Bleus (Bláskjá), Théâtre, Tyrfingur Tyrfingsson, Maison Antoine Vitez, 2018.
- Quand Helgi s’est tu (Helgi Þór rofnar), Tyrfingur Tyrfingsson, Maison Antoine Vitez, 2020.
- Le chant du collectionneur de pierres, et autres recueils, Sjón, Points, coll. « Points Poésie », mai 2021.

### Théâtre
- Radio Phare, pièce sélectionnée dans le Palmarès 2020 du collectif La Mine, compagnie des Songes.
- Et ne va malheurer de ton malheur ma vie, montage poétique mis en scène par Eric Ruf au Studio-Théâtre de la Comédie-française, 2008.
- « Poésie : nom féminin », extraits de Transparaître mis en scène par Julien Lopez, avec Catherine Fillon et Marine Cormoreche, compagnie Pluie d’été, auditorium Malraux, Manufacture des tabacs, Lyon.
- Novembre 2019 : “Vénus femme poète”, extraits de Transparaître mis en scène par Julien Lopez, Compagnie Fièvre, au Théâtre du gai savoir à Lyon.

### Musique
- Transparaître (encore), baladolivre inclus 16 titres, Lanskine, coll. « Le livre à 5 pattes », février 2023. Compositions et arrangements de l’album par Armelle Pioline & Michel Peteau (du duo pop Superbravo).
- « Bláa », album écrit et composé par Séverine Daucourt-Fridriksson, arrangé et réalisé par Bertand Louis.
- Collaborations artistiques avec Aurélien Merle (musicien et co-fondateur du Label Le Saule) et Daniel Valdenaire (guitariste du duo LalaFactory).

### Autre
- Avril 2020 : création de la chaîne youtube / poéthèque « À voix haute » qui regroupe les participations de 67 poètes contemporain·es vivant·es.